# Luborcza
Luborcza (do 2007 Lubarcza) – wieś w Polsce położona w województwie śląskim, w powiecie częstochowskim, w gminie Koniecpol przy DW786.
W latach 1975–1998 miejscowość administracyjnie należała do województwa częstochowskiego.